# Gare de Val-de-Villé
La gare de la Val-de-Villé est une ancienne gare ferroviaire française de la ligne de Sélestat à Lesseux - Frapelle, située au hameau de Val-de-Villé sur le territoire de la commune de Châtenois, dans la collectivité européenne d'Alsace, en région Grand Est.

## Situation ferroviaire
La gare de Val-de-Villé est située au point kilométrique (PK) 6,3 de la ligne de Sélestat à Lesseux - Frapelle, entre les gares de Châtenois et de La Vancelle. Cette section de ligne est inutilisée depuis 2018.
Ancienne gare de bifurcation, elle constituait l'origine, au PK 0,0, de la ligne de Val-de-Villé à Villé aujourd'hui déclassé et déposée.

## Histoire
La ligne de Sélestat à Sainte-Marie-aux-Mines est mise en service le 29 décembre 1864 par la Compagnie des chemins de fer de l'Est. À partir de 1871, elle est cédée à la Direction des chemins de fer d'Alsace et de Lorraine (EL). La gare de Val-de-Villé devient une gare de bifurcation avec l'inauguration le 1er octobre 1891 de la ligne de Val-de-Villé à Villé. Le point de jonction se trouve à petite distance en aval de la gare.
Redevenue française en 1918, la gare est gérée par l'Administration des chemins de fer d'Alsace et de Lorraine, laquelle prolonge en 1937 la ligne de Sainte-Marie-aux-Mines jusqu'à Lesseux - Frapelle de l'autre côté du massif vosgien. Elle sera exploitée sous cette forme jusqu'en 1973, puis réduite à la section Sélestat - Sainte-Marie-aux-Mines ; le trafic des voyageurs est supprimé en 1980 et celui des marchandises en 1990 sauf une desserte de l'usine Hartmann située près de Lièpvre, qui persiste jusqu'en 2018.
La ligne menant à Villé est fermée aux voyageurs le 1er octobre 1947 puis aux marchandises le 16 décembre 1973.

## Patrimoine ferroviaire
L'ancien bâtiment voyageurs (BV) est devenu une habitation privée.
Son aspect côté voies est fort semblable à ceux des gares de Châtenois, Lièpvre, Sainte-Croix-aux-Mines ainsi qu'au premier BV de la gare de Mutzig. Côté rue, l'aspect de la gare de BV se singularise de ces autres gares en reprenant en miroir la disposition de l'autre façade avec une aile d'une travée sous bâtière transversale à gauche d'une aile de trois travées haute d'un étage. Des annexes séparées sont présentes sur la droite. La différence de style et de largeur entre les deux parties du bâtiment principal suggère que l'une des deux a été érigée plus tardivement dans le cadre d'un agrandissement.